# サッカー競技規則
サッカー競技規則（サッカーきょうぎきそく、英: Laws of the Game）は、国際サッカー評議会（IFAB）により制定されるサッカーの基本ルールである。FIFAに加入している全ての組織は競技規則に従って公式戦を行わなければならない。

## 概要
毎年2月か3月に開催される国際サッカー評議会 (IFAB) 年次総会で、国際サッカー連盟 (FIFA) の4票、イギリス本土4協会（イングランドサッカー協会・スコットランドサッカー協会・ウェールズサッカー協会・北アイルランドサッカー協会）が各1票の計8票のうち3/4以上つまり6票以上のルール改正賛成票があればルールが改正される。ルール改正後、1か月以内にFIFAからFIFA加盟各国のサッカー協会に通達され、7月1日から全世界で施行される（ただし、7月1日までにその年のシーズンが終わっていない大陸連盟および加盟協会は次のシーズンの開始まで新ルール施行を延期できる。日本では例年7月1日以降のしかるべき日で、大会ごとに定められた日から施行している。7月1日以前に、シーズンを開始する場合は、IFABの改正に関する通達の直後に施行することができる）。つまり、毎年サッカーのルールは細かく変更されている。そのため、審判は毎年、更新講習会を受ける必要がある（未受講の場合、審判資格を失効する）。近年、IFAB年次総会で結論が出なかった内容などについては、6月か7月のIFAB特別会議を経て、その他の指示や方向性（通達）として改めて伝えられるようになった。
したがって、下記のルールも変更あるいは削除（ルール及び用語自体が無くなっている）されている場合がある。例えば、キーパーチャージ（ゴールエリア内のキーパーへのチャージを禁ずる）の反則は、1997年のルール改正で削除され現在は存在しない。最新のルールおよび通達については日本サッカー協会公式HPやFIFA公式HPやIFAB公式HPを参照のこと。
2015年2月頃に改正されたサッカー競技規則2015/2016までは、IFABが制定したルール（競技規則等）をFIFAが冊子として発行していたが、2016年3月IFAB年次総会で改正されたサッカー競技規則2016/2017以降は、IFABが直接ルール（競技規則等）の英語版（正式な原本）、フランス語版、ドイツ語版およびスペイン語版の冊子（ルールブック。競技規則本）を発行している。文章表現や解釈に疑問が生じた場合は、英語版の競技規則に基づくものとされている（日本では、日本サッカー協会が英語版を毎年改正部分を含めて日本語に翻訳、表現を見直しながら日本語版出版）。

## 構成
- 第1条：競技のフィールド
- 第2条：ボール
- 第3条：競技者
- 第4条：競技者の用具
- 第5条：主審
- 第6条：その他の審判員
- 第7条：試合時間
- 第8条：プレーの開始および再開
- 第9条：ボールインプレーおよびボールアウトオブプレー
- 第10条：試合結果の決定
- 第11条：オフサイド
- 第12条：ファウルと不正行為
- 第13条：フリーキック
- 第14条：ペナルティーキック
- 第15条：スローイン
- 第16条：ゴールキック
- 第17条：コーナーキック

今日、サッカー競技規則は17条で構成されている。1938年に17条の構成に書き換えられて以来、条文タイトルの多少の変更はあったが、17条による構成は維持されてきた。現行の競技規則は、2016年の競技規則改正で大幅に改訂されたものが元となっている。これらの規則はイングランドのコモン・ローの形式で書かれている。

## 歴史
1863年10月26日にイギリスのロンドンにあるフリーメイソンズ・タバーンにて、「統一ルールの作成と、試合における同ルールの運用に携わる協会の設立」を目的としてエベネーザー・コッブ・モーリーらとロンドンの12（資料によっては11）のクラブの間で会議が開かれた。この日がフットボール協会（FA）の公式な設立日とされる。1863年12月8日まで計6回のミーティングを経て、14条から成る世界で最初のサッカー統一ルールが作成された。この統一ルール作成により近代サッカーが本格的に誕生した。このサッカー統一ルールでの世界初の試合は、1863年12月19日にイングランドで行われたリッチモンド対バーンズ戦で、0-0の引き分けだった。

### 1863年以前
「フットボール」と称される競技は中世からイギリスで人気を博していた。これらの競技の規則は共通でもなく法典化もされていなかった。初めて出版された「フットボール」のルールはラグビー校のもの（1845年）であり（このルールは広範なハンドリングを認めていた）、すぐにイートン・フィールド・ゲームが続いた（1847年）（この競技はボールのハンドリングについてかなり制約が多かった）。1830年代から1850年代の間に、数多くの競技規則がケンブリッジ大学で使用するために作られた（ケンブリッジ・ルールを参照されたい）。しかし、これらは当時は一般的に出版されず、多くはその後に失われた。（スクールあるいは大学ではなく）フットボール「クラブ」によって出版された初の詳細な規則集はシェフィールドFCのものであった（1858年に書かれ、1859年に出版された）。シェフィールドFCが法典化したこの競技は（フットボール協会のコードとの統合によって）廃止されるまで、改正を繰り返しながら20年間プレーされた。メルボルンFCの規則（1859年）はオーストラリアンフットボールの起源である。1863年末にフットボール協会が結成されるまで、多くの異なる規則集が出版された。これらはどの程度までボールを手で扱ってよいか、オフサイドの取り扱い、対戦相手と許されるフィジカルコンタクトの量、ゴールの高さといった問題に関して大きく差があった。
規則の統一に向けた重要な段階は1848年のケンブリッジ・ルールの策定であるが、普遍的に採用された訳ではなかった。

### 1863年の規則

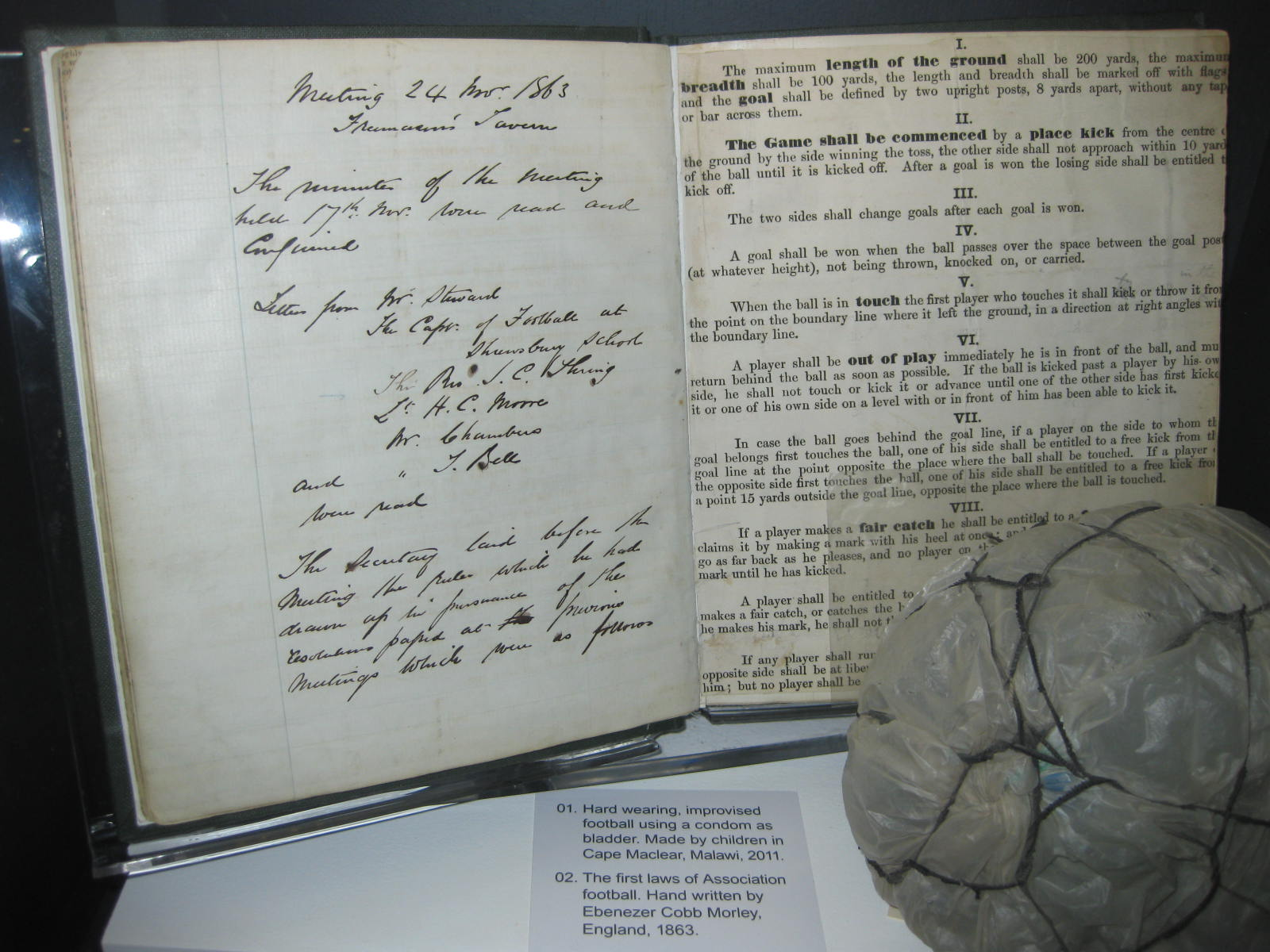
フットボール・アソシエーションを代表してエベネーザー・コッブ・モーリーによって1863年に起草された最初の手書きの「競技規則」。マンチェスターの国立サッカー博物館に展示されている。

1863年の規則は初めエベネーザー・コッブ・モーリーによって起草され、新たに設立されたFAの会合において1863年12月8日に承認された。「協会式（アソシエーション）」フットボール（つまりサッカー）はこの時に始まったと考えることができ、この規則を採用しなかったクラブで行われていた競技はラグビーフットボールへと発展した。
1863年12月5日に承認され、『ベルズ・ライフ・イン・ロンドン』で公開された1863年のフットボール協会規則は以下の通りである。
- グラウンドの最大長は200ヤード (183 m)、最大幅は100ヤード (91 m)、長さと幅は旗によって目印を付けるものとする; ゴールは、ひもや棒が渡されていない、8ヤード（7.3メートル）離れて立てられた2本の直立したポストで定義されるものとする。
- 陣地を決めるためのコイン投げを行うものとし、試合はコイン投げで負けた側によるグラウンド中央からのプレースキックで開始するものとする; 相手側はキックオフされるまでボールの10ヤード (9.1 m)以内に接近してはならない。
- ゴール（得点）が決まった後、決められた側はキックオフの資格を得るものとし、ゴールが決まるたびに陣地を交換するものとする。
- ゴールは、ボールを投げたり、前に落としたり（ノックオン）、手で持って運んだりすることなく、ボールがゴールポストの間あるいはゴールポストの間の空間の上を（どんな高さでも）通過した時に得点となるものとする。
- ボールがタッチ（タッチラインの外側）にある時、ボールに最初に触れた（タッチした）選手が、ボールがグラウンドを出た境界線上の地点から、境界線から直角の方向に向けてボールを投げるものとし、ボールがグラウンドに触れるまではプレー中（イン・プレー）ではないものとする。
- 選手がボールを蹴った時、相手側のゴールラインに近い方に位置している味方チームの選手は全員プレー外（アウト・オブ・プレー）であり、イン・プレーになるまでボールに触れたり、ボールに触れようとするその他の選手をいかなる方法でも妨害してはならない; しかし、ゴールラインの後方からボールがキックオフされた時はどの選手もプレー外ではない。
- ボールがゴールラインの後方へ行った場合、もしゴールを守る側の選手が初めてボールに触れたならば、そのチームの選手は、ボールが触れられた場所のゴールラインを挟んで反対側の地点からのフリーキックの権利を得るものとする。もしゴールを攻める側の選手が初めてボールに触れたならば、そのチームの選手は、ボールが触れられた場所のゴールラインを挟んで反対側、ゴールラインの外（註: グラウンドの中）15ヤード (14 m)地点からゴールに向けたフリーキックの権利を得るものとし、相手側はフリーキックが行われるまでゴールラインの内（グラウンドの外）にいなければならない。
- もし選手が速やかに踵で地面に印（マーク）をつけフェアキャッチを行ったら、その選手はフリーキックの権利を得るものとする; そのようなキックを行うためにその選手は望むだけ後方へ下がってよく、相手側の選手は彼がキックするまで付けられた印を越えて進んではならない。
- ボールを持って走ってはならない。
- トリッピング（足を掛けて転ばせる）あるいはハッキング（相手の脛を蹴る）は禁止とし、手を使って敵を押さえたり、押したりしてはならない。
- 手を使ってボールを投げたり、パスをしたりしてはならない。
- いかなる場合でもプレー中は手でグラウンドからボールを拾い上げてはならない。
- ブーツのソール（靴底）あるいはヒール（かかと）に、突き出たくぎ、鉄製の板、あるいはガタパーチャ[注釈 2]を装着してはならない。

『ベルズ・ライフ・イン・ロンドン』が報道するところによると、FAが承認した12月8日の会合において、ポケットサイズ版は1シリング、クラブルーム用のより大きな版は1シリング6ペンスで印刷できると述べたジョン・リリーホワイトが、この規則を出版することとなった。

### 規則の発展
サッカーの規則は長い期間をかけて変化した。イングランド、スコットランド、ウェールズ、アイルランドにおいて使用されていた規則の間に差異が生じてきたころから、規則を統括する国際サッカー評議会 (IFAB) が設立された。
特筆すべき規則の改正には以下のものがある。
- 1866年 – パスの受け手とゴールとの間に3人の選手がいるならば、前方へのパス（フォワードパス）が許可された。これは、現代ラグビーで見られるオフサイド（英語版）から今日のサッカーで知られているオフサイドルールへ向かう変化の最初の一歩である。フェアキャッチに対してフリーキックが与えられるルールが廃止された。テープ（現代のクロスバーに相当する）がゴールに追加された; それ以前のゴールはどの高さでも得点することができた（今日のオーストラリアンフットボールと同様）[注釈 3]。
- 1867年 – ゴールラインの後ろにボールが出た時の状況が単純化された。これによって全てのラグビーのような要素が取り除かれた。ボールをどちらのチームがタッチしたかにかかわらず守備チームにゴールキックが与えられるようになった[注釈 3]。
- 1870年 – ボールの全てのハンドリングが禁止された（それ以前は、選手はボールをキャッチすることができた）。チームはハーフタイムにエンドを交換するが、前半に得点が生まれなかった時のみとされた[注釈 3]。
- 1871年 – 「ゴールを守るため」にボールの手での扱いが許されるゴールキーパーのポジションの導入。
- 1872年 – ハンドボールへの罰として間接フリーキックが導入された。ルールの違反に対する罰則措置の初めての言及である。コーナーキックが導入された。チームは後半の間はゴールが決まった後にエンドを交換しなくなった[注釈 3]。
- 1873年 – ボールをタッチに出した相手側のチームにスローインが与えられた（それ以前は、ボールがタッチに出た後に最初に触った選手に与えられていた）[注釈 3]。ゴールキーパーはボールを「キャリー」（手で持って運ぶ）することが禁止された。
- 1874年 – ハンドボールを罰するためだけに以前は使われていた間接フリーキックが、ファウルプレーとオフサイドにも与えられるようになった。試合の審判（「アンパイア」）に関する初の言及。それ以前は、チームのキャプテンが一般的に規則を遵守することが期待されていた[注釈 3]。
- 1875年 – コーナーキックあるいはキックオフから直接ゴールを決めることができなくなった。チームはハーフタイムにのみエンドを交換することになった。ゴールはクロスバーあるいはテープのいずれかを備えることになった[注釈 3]。
- 1877年 – スローインをどの方向に投げ入れてもよくなった（それ以前は、今日のラグビーユニオンと同様に、タッチラインに直角に投げ入れなければならなかった）[注釈 3]。この規則変更の結果として、シェフィールドフットボール協会のクラブは独自の「シェフィールド・ルール」を廃止して、FAの規則を採用することに合意した。これにより、FAのルールとシェフィールド・ルールとの統一が完了した。
- 1878年 – スローインからの場合、選手はオフサイドを取られるようになった。
- 1881年 – アンパイア間の議論を裁定するためにレフェリーが導入された。警告（「非紳士的な振舞い」に対して）と退場（暴力的行為に対して）が初めて規則に表われた。
- 1883年 – イングランド、スコットランド、アイルランド、ウェールズの4協会の間で1882年12月に開かれた国際フットボール会議の結果として、ホーム・ネイションズの間で規則の統一がなされた。これは翌年にFAの規則へのいくつかの変更を必然的に伴った。スローインが最終的に現代の形に達し、選手は両手を使って頭の上からボールを投げることが必要になった。選手はコーナーキックからはオフサイドを取られなくなった。ゴールキーパーはボールを保持したまま2歩進めるようになった。ゴールはクロスバーを有していなければいけなくなった（テープの使用のオプションが除去された）。キックオフは前方にキックしなければならなくなった。タッチラインが導入された（以前は、旗がフィールドの境界線の目印だった）。
- 1887年 – ゴールキーパーの相手陣でのボールの手での扱いが禁止された。
- 1888年 – 審判によって中断された後にプレーを再開する手段としてドロップボールが導入された。
- 1889年 – 警告に値する振舞いを繰り返した選手は退場を言い渡されうるようになった。
- 1890年 – ゴールキックから直接得点することが認められなくなった。
- 1891年 – ゴールラインから12ヤード以内でのハンドボールあるいはファウルプレーに対するペナルティーキックが導入された。アンパイアはラインズマンに置き換わった。ゴールエリア、ペナルティーエリア、センタースポット、センターサークルに対するピッチ上のマーキングが導入された。
- 1897年 – 規則によって初めて各チームの選手数（11人）と各試合の長さ（90分、別段の合意がない限り）が規定された。ハーフウェーラインが導入された。グラウンドの最大の長さが200ヤードから130ヤードに短縮された。
- 1901年 – ゴールキーパーはいかなる目的のためにもボールの手での扱いが許された（それ以前は、「ゴールの守備のため」にのみボールの手での扱いが許されていた）。
- 1902年 – ゴールエリアとペナルティーエリアが現代の寸法となり、それぞれゴールポストから6ヤードと18ヤードに広げられた。ペナルティースポットが導入された。
- 1903年 – ハンドボールあるいはファウルプレーに対して与えられたフリーキックから直接得点することが可能になった（それ以前は、ペナルティーキック以外の全てのフリーキックは間接フリーキックだった）。審判は攻撃チームを有利にするためにフリーキックあるいはペナルティーを与えることを控えるようになった。選手は「審判に対する暴言」に対して退場となるようになった。
- 1907年 – 選手は自陣ではオフサイドにならなくなった。
- 1912年 – ゴールキーパーがボールを手で扱うことができる領域がペナルティーエリアに限定された。
- 1920年 – 選手はスローインからオフサイドをとられないようになった。
- 1924年 – コーナーキックから直接ゴールできるようになった。
- 1925年 – オフサイドルールに規定された守備側の人数が3人から2人に減らされた。
- 1931年 – ゴールキーパーはボールを持ったまま4歩（それまでは2歩）進んでよくなった。
- 1937年 – ペナルティーキックを行う選手の10ヤード以内に他の選手が侵入しないことを保証するために、ピッチのマーキングに「Dの字」が加わった。
- 1938年 – スタンリー・ラウスによって規則が完全に書き直された。選手は「深刻なファウルプレー」に対して退場となるようになった。
- 1953年 – 公式戦初の選手交代導入も、交代は負傷した場合のみで、最大2名まで（GKはいつでも、フィールドプレーヤーは前半のみ）。
- 1958年 – 公式戦で負傷時の選手交代は、ポジションに関係なく、いつでも最大2名までとなった。
- 1968年 – 負傷等の理由が無くても、公式戦では最大2名まで選手交代可能となった。
- 1970年 – レッドカードおよびイエローカードの導入。
- 1990年 – オフサイドルールのさらなる緩和: 最後尾から2番目の対戦相手と同じ水準位置の選手はオンサイドと見なれるようになった（以前は、こういった選手はオフサイドと見なされていた）。対戦相手の「決定的な得点の機会」を阻止する反則を犯した選手が退場となるようになった。
- 1992年 – バックパスに関する規則の導入。ゴールキーパーはチームメイトによって意図的に蹴られた後のゴールを手で扱ってはならなくなった。
- 1994年 – 公式戦では最大2名+GK1名交代可能となった。
- 1995年 – 公式戦ではポジションに関係なく最大3名交代可能となった。
- 1997年 – 規則が1938年以来初めて完全に書き直された[19]。キックオフあるいはゴールキックから直接ゴールが得られるようになった。ゴールキーパーはチームメイトのスローインから直接受け取った後のボールを手で扱ってはならない。キーパーチャージ（ゴールエリア内のキーパーへのチャージを禁ずる）の反則の項目削除。
- 2000年 – ボールを手で扱っているゴールキーパーに関する4歩制限が廃止され、「6秒ルール」に置き換わった（ゴールキーパーは6秒を越えてボールを手で扱ってはならない）。ボールを保持しているゴールキーパーへのチャージの禁止。
- 2012年 – ゴール機械判定（ゴールライン・テクノロジー）導入およびゴール脇の追加審判採用の許可。
- 2016年 – 大幅な改訂を実施。キックオフをどの方向に蹴ってもよくなった。自陣ペナルティーエリア内でボールをプレーしようとした結果ファウルをし、決定的な得点の機会を阻止してPKとなった場合、退場ではなく警告が与えられることになった[12]。
- 2018年 – ビデオ副審（VAR＝ビデオ・アシスタントレフェリー）制度導入および公式戦では延長戦に限り4人目の交代許可、テクニカルエリアに、選手への指示目的の外部からの通信許可。
- 2019年 – 故意であろうとなかろうと、手によって得られたゴールが認められなくなった。攻撃側の選手はフリーキック時に守備側の壁を邪魔することができなくなった。交代選手はテクニカルエリアへ歩く代わりに最も近いゴールラインあるいはタッチラインからフィールドを離れなければならなくなった。ゴールキックおよび自陣ペナルティーエリア内でのフリーキックは、ペナルティーエリア外に出た時点ではなくボールが蹴られて明らかに動いた時点でインプレーとなるようになった。チーム役員も警告あるいは退場となりうることになった。ペナルティーキックが行われるとき、ゴールキーパーは、ゴールライン上またはその上方に少なくとも片足を保たなければならないことになった。ドロップボールは、ペナルティーエリア内の場合は守備側のゴールキーパーに、その他の場合は最後にボールに触れていたチームに対してドロップされることになった[20][21][22][23]。
- 2021年 – 偶発的に手や腕にボールが当たった後、味方競技者が得点をした場合および「得点の機会」のみが作り出された場合はハンドの反則とはならないことになった[24]。
- 2022年 – 公式戦では最大5名交代可能（延長戦では追加で更に1人可能）となった。この規則は、新型コロナウイルス感染症の影響により、新型コロナウイルス感染者や濃厚接触者は試合に出場できないため、選手人数を確保する目的で2020年に暫定的に追加されていたが、競技の性質上膠着状態に陥りやすい試合を活性化するのに有効であることや、控え選手の出番を拡大して戦略面が大きく広がったことから概ね世界各国のリーグで好評を得て、正式な規則として採用された。
- 2023年 – PK戦の表記が、「ペナルティーマークからのキック」 ("kicks from the penalty mark")から「PK戦（ペナルティーシュートアウト）」 ("penalties (penalty shoot-out)")に変更された。オフサイド判定における相手競技者の「意図的なプレー」と「ディフレクション（ボールが競技者に当たり方向が変わる）」の違いについて明確化する文言が追加された[25]。
- 2024年 – 1試合につき各チーム最大1人の脳震盪による交代（脳震盪を負った選手について通常の交代枠とは別に交代することができるようにするもので、相手チームがこれを使用した場合は自チームの交代枠が1つ追加される）を導入することが可能となった。各チームには、アームバンドを着用したキャプテンがいなければならないことになった。自陣ペナルティーエリア内で意図的ではないハンドで、得点または決定的な得点の機会を防いでPKとなった場合は、退場ではなく警告が与えられることになった。ペナルティーキック時、キッカーとゴールキーパー以外の選手がキック前に侵入した場合、その侵入が影響を与えた場合のみ罰せられることになった[26]。
- 2025年 – ゴールキーパーに関する「6秒ルール」が「8秒ルール」（ゴールキーパーは8秒を越えてボールを手や腕で扱ってはならない）になり、違反した場合は間接フリーキックではなくコーナーキックが与えられることになった。この時間を示すため、最後の5秒を主審が手を上げてカウントダウンすることになった。「キャプテンオンリー」ガイドライン（一定の状況では各チームから主審に話しかけられる者をキャプテンのみにすることなど）を実施できることになった。ボールがペナルティーエリア外にあった場合のドロップボールで、ボールを保持したであろうチームが主審にとって明らかな場合そのチームの競技者にドロップすることになった[27]。

2017年まで、その他のいくつかのスポーツとは異なり、サッカーでは試合中のビデオ判定は許可されていなかった。競技の規則と慣習がこれらを許可するよう改正されるべきかどうかについては、長年、重要な論争事項となっていた。ゴール機械判定も、以前は許可されていなかったが、2010年南アフリカW杯予選及び本大会(本大会では決勝トーナメント1回戦イングランド対ドイツ戦でフランク・ランパードの得点が認められない判定ミス等)やそれ以降の試合や大会でも、勝敗に直結するような誤審が続いたため、2012年7月5日にスイス・チューリッヒのFIFA本部で行われたIFAB特別会議で、満場一致で「ホークアイ(Hawk-Eye) システム」と「ゴールレフ（GoalRef）」の両方のゴール機械判定技術（ゴールライン・テクノロジー）採用等を決定した
2018年3月3日、スイスのチューリヒで国際サッカー評議会（IFAB）年次総会 (AGM) を開き、ビデオ・アシスタント・レフェリー制度をサッカーのルールに正式に導入することを決定した。